# Wahlen in Palau 2016
Die Wahlen in Palau 2016 (General elections) wurden am 1. November 2016 in Palau durchgeführt um den Präsidenten und den Olbiil Era Kelulau (National Congress) zu wählen. Der Amtsinhaber, Präsident Tommy Remengesau wurde herausgefordert durch seinen Schwager, Surangel Whipps Jr., nachdem beide aus den Vorwahlen am 27. September als Favoriten hervorgegangen waren. Remengesau wurde in der Folge mit 51 % der Stimmen wiedergewählt.

## Wahlsystem
Präsident und Vizepräsident wurden durch eine Stichwahl ermittelt (two-round system). Die 16 Mitglieder des House of Delegates of Palau (Unterhaus) wurden in Wahlbezirken mit jeweils einem Kandidaten, basierend auf den Staaten von Palau gewählt nach der Mehrheitswahl (first-past-the-post voting). Die 13 Mitglieder des Senate of Palau wurden aufgrund eines einzigen landesweiten Wahlbezirks durch Plurality-at-large voting (block voting) ermittelt. Jeder Wähler erhielt dazu 13 Stimmen. Die Zahl der zu wählenden Senatoren sollte ursprünglich von 13 auf 11 gekürzt werden, aber diese Entscheidung wurde zurückgenommen.

## Präsidentschaftskandidaten
Vier Kandidaten hatten ihre Kandidatur für die Präsidentschaft 2016 erklärt, darunter Remengesau, der die Wiederwahl anstrebte:
- Antonio Bells, Vizepräsident von Palau 2013–2017
- Sandra Pierantozzi, Vizepräsidentin von Palau 2001–2005, Minister of Health 2001–2004, Minister of State 2009–2010[8]
- Tommy Remengesau, Präsident von Palau 2001–2009, 2013–heute, Vizepräsident von Palau 1993–2001
- Surangel Whipps Jr., Senator

## Wahlkampf
Bis zum 3. August konnten Bewerbungen für die Kandidatur zur Präsidentschaft abgegeben werden.
Präsident Tommy Remengesau verkündete seine Kandidatur für die Wiederwahl am 1. März bei einer Wahlkampgeröffnungsveranstaltung im Ngarachamayong Culture Center. Senator Surangel Whipps Jr. begann schon 2015 mit dem Wahlkampf und kündigte seine Kandidatur Anfang des Jahres an. Er gab als erster seine Bewerbung beim Palau Elections Commission Office am 20. Juli 2016 ab. Sandra Pierantozzi, die ehemalige Vizepräsidentin unter Remengesau, war die einzige Kandidatin.
Eine Presidential Debate mit allen vier Kandidaten wurde am 17. August 2016 im Palau Community College (PCC) durchgeführt. Die Debatte wurde gemeinsam vom Palau Media Council und dem Palau Community College ausgerichtet.

## Wahlergebnisse

### Präsident
Die Vorwahlen zur Präsidentschaftswahl wurden am 27. September abgehalten, Remengesau und Whipps Jr. kamen dabei auf die ersten beiden Plätze und wurden so zur Wahl am 1. November zugelassen. Nach ihrem Unterliegen in den Vorwahlen unterstützten Sandra Pierantozzi und Antonio Bells beide Whipps Jr. für die Wahl.
Vorläufige Resultate vom 2. November zeigten zunächst Whipps mit 1.832 Stimmen in Führung, während Remengesau zunächst nur auf 1.667 Stimmen kam. Am 4. November wurden weitere Ergebnisse verkündet. Remengesau hatte zu der Zeit einen knappen Vorsprung mit 4.108 Stimmen gegenüber Whipps, welcher nur 78 Stimmen entfernt war mit 4.030 Stimmen. Die Wahl wurde schließlich durch die Stimmen der Wähler im Ausland (absentee ballots) entschieden, welche erst nach dem 8. November ausgezählt wurden. Elenita Bennie Brel, Administrator des National Election Service, verkündete, dass die Endergebnisse der Präsidentschaftswahlen erst später im November verkündet würden, da 'Absentee Ballots' und 'Provisional Ballots' in Anwesenheit von Repräsentanten der beiden Präsidentschaftswahl-Teams sortiert und ausgewertet würden. Bennie Brel erklärte: „Wir wollen diese Wahl sehr fair und für jedermann transparent gestalten für jeden, der Bedenken hat und dazukommen möchte. So findet am 8. November die Auszählung der Absentee Ballots statt und dann dauert es weitere 15 Tage für die Kommission sie zu bestätigen“ („We want to make this election very fair and transparent for everyone who has concern and wants to come in. So after November 8 the counting of the absentee ballots and then it takes another 15 days for the board [of the electoral commission] to certify them“). Am 10. November wurde verkündet, dass Remengesau als Präsident wiedergewählt worden sei.
Die Gesamtzahl der Wähler betrug 15.890 Personen.
| Kandidaten                                 | Parteien   | 1. Wahlgang | 1. Wahlgang | 2. Wahlgang | 2. Wahlgang |
| Kandidaten                                 | Parteien   | Stimmen     | %           | Stimmen     | %           |
| ------------------------------------------ | ---------- | ----------- | ----------- | ----------- | ----------- |
| Tommy Remengesau                           | unabhängig | 4.949       | 50,4        | 5.129       | 51,3        |
| Surangel Whipps Jr.                        | unabhängig | 3.762       | 38,3        | 4.865       | 48,7        |
| Sandra Pierantozzi                         | unabhängig | 833         | 8,5         |             |             |
| Antonio Bells                              | unabhängig | 274         | 2,8         |             |             |
| Gesamt                                     | Gesamt     | 9.818       | 100         | 9.994       | 100         |
|                                            |            |             |             |             |             |
| Quellen: President of Palau, Palau Embassy |            |             |             |             |             |

### Vizepräsident
|                                           | Raynold Oilouch | 4533 |
|                                           | Yositaka Adachi | 3001 |
|                                           | Mlib Tmetuchl   | 2195 |
| Quelle: President of Palau, Palau Embassy |                 |      |

### Senat
Die 13 unabhängigen Kandidaten des Senats wurden mit 105.530 Stimmen gewählt.

### House of Delegates
Die 16 unabhängigen Kandidaten des House of Delegates wurden mit 8.283 Stimmen gewählt.